# Putto con delfino
Il Putto con delfino è una statua bronzea (altezza 67 cm) di Andrea del Verrocchio, databile al 1470 circa e conservata a Palazzo Vecchio a Firenze.

## Storia
L'opera è citata per la prima volta come "il bambino di bronzo" nella lista redatta nel 1495 da Tommaso Verrocchi delle opere eseguite da Andrea per i Medici, dove è indicato come fuso per una fontana alla villa di Careggi. Si trattava forse della fontana dell'Amore, ai bordi della quale si poteva riunire l'Accademia neoplatonica nei mesi estivi.
Anche il Vasari lo cita come proveniente da Careggi, commissionato da Lorenzo de' Medici in persona e descritto come "un putto di bronzo che strozza un pesce il quale ha fatto porre, come oggi si vede, il signor duca Cosimo alla fonte che è nel cortile del suo Palazzo ".
La datazione dell'opera è frutto di discussioni tra gli studiosi ed oscilla tra il 1465-1468 proposto da Dussler al 1480 proposto da Leo Planiscig, anche se l'ipotesi più accreditata è quella legata al 1470 circa, avanzata da John Pope-Hennessy. Alcuni le legano, piuttosto che a una commissione di Lorenzo, a un desiderio di suo padre Piero. La base originaria, secondo Seymour, potrebbe essere oggi in una fontana di palazzo Pitti dove si trova un distico elegiaco che allude verosimilmente a Piero.
Tra il 1550 e il 1568, nell'ambito della ristrutturazione di Palazzo Vecchio voluta da Cosimo I de' Medici, la statua venne destinata al centro del primo cortile del palazzo, dove coronava una fontana disegnata da Giorgio Vasari. Nel 1959 l'opera venne messa al riparo al secondo piano del palazzo, sostituendola con una copia in loco.
Dell'opera si conosce anche una derivazione in terracotta probabilmente di mano dello stesso Verrocchio, oggi in una collezione privata.

## Descrizione e stile
Un puttino alato con fare fanciullesco tiene in mano un delfino, stilizzato secondo lo stile dell'epoca che lo rappresentava come un grosso pesce. Dalla bocca e dalle narici del delfino usciva l'acqua della fontana e spruzzava in alto ricadendo.
In esso si percepiscono echi del dinamico naturalismo appreso da Desiderio da Settignano, che lo indirizzò verso la trasfigurazione della materia scultorea in morbide forme levigate, mentre il soggetto deriva dall'antico, ma reinterpretato in un sorridente putto danzante, in precario equilibrio, con il manto che si incolla alla schiena e il ciuffo bagnato, appiccicato alla fronte.

## Altre immagini

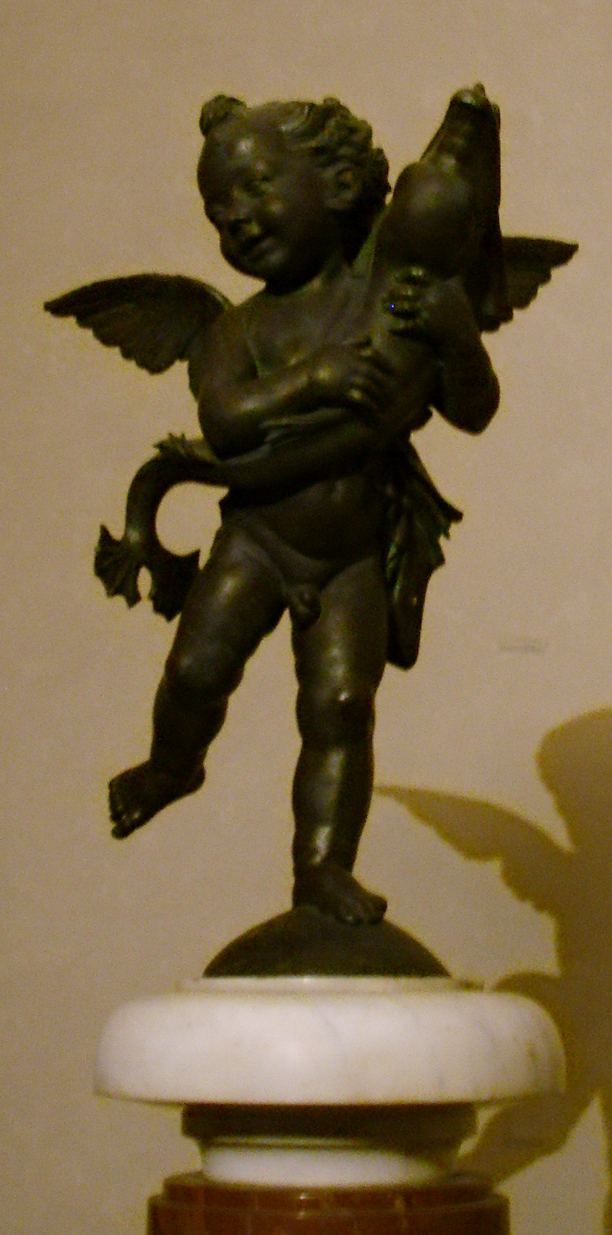
Veduta laterale
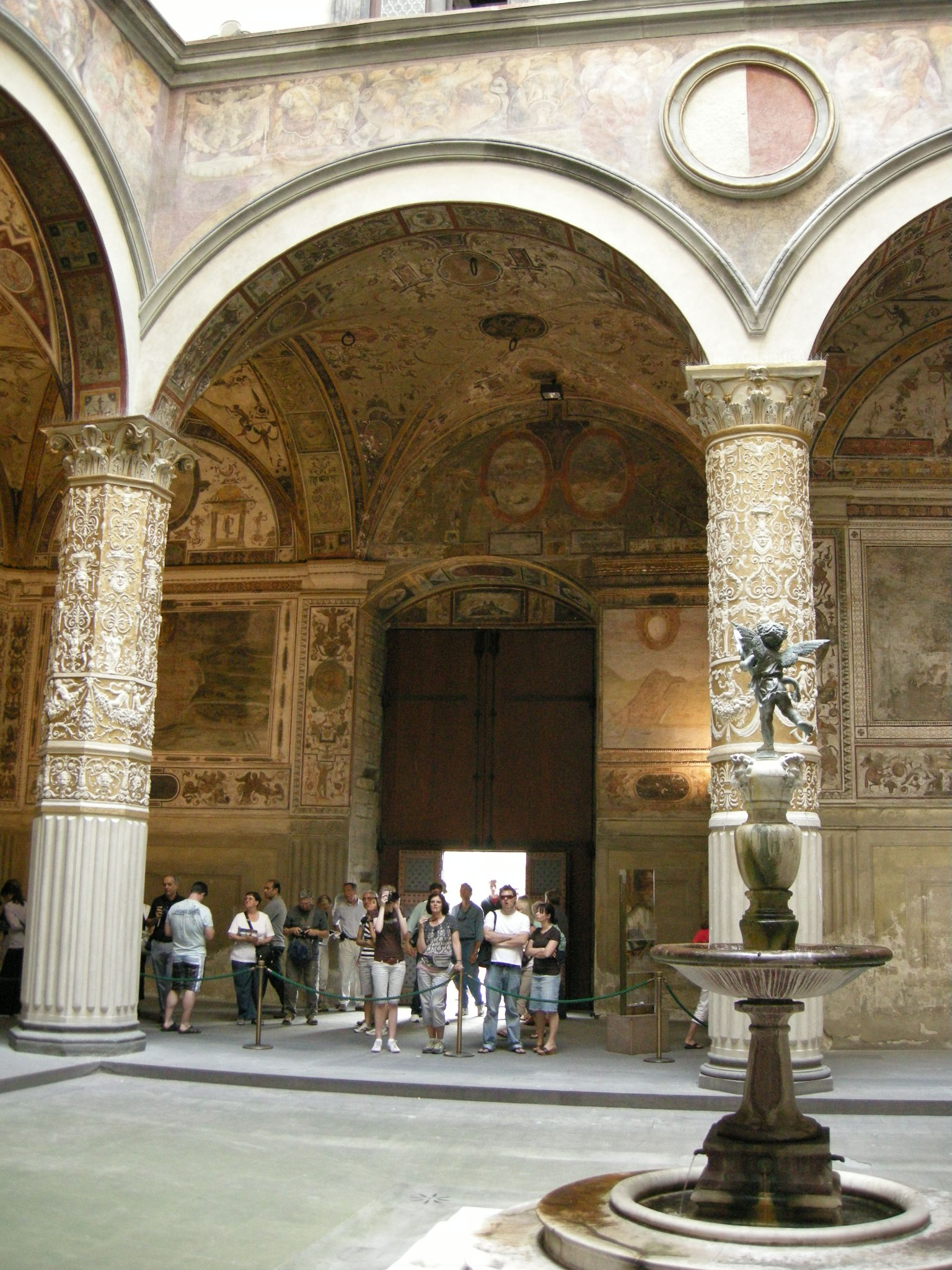
La copia nel cortile di Michelozzo